# Oxalis sepium
Oxalis sepium är en harsyreväxtart. Oxalis sepium ingår i släktet oxalisar, och familjen harsyreväxter.

## Underarter
Arten delas in i följande underarter:
- O. s. leptophylla
- O. s. sepium